# La Bella y la Bestia (franquicia)
La Bella y la Bestia (Beauty and the Beast en su versión original en inglés) es una franquicia de medios de Disney, la cual se originó con la película de animación de 1991 La Bella y la Bestia, basada en el cuento de mismo nombre de Gabrielle-Suzanne Barbot de Villeneuve. La franquicia se expandió posteriormente con varios medios, incluyendo varias secuelas para video, un musical de Broadway, atracciones temáticas en los Parques Disney, y una adaptación de acción en vivo.

## Películas

### Animación

#### La Bella y la Bestia(1991)
La 30.ª película animada de Disney. Bella es una joven muchacha que toma el lugar de su padre como prisionera de una Bestia. Los sirvientes de Bestia, todos objetos con vida, al igual que su amo, son víctimas de un hechizo que les transformó en lo que son, e intentan juntar a Bella con su amo, pues solo cuando la Bestia encuentre a alguien que le ame se romperá el hechizo. Fue estrenada el 13 de noviembre de 1991.

#### La Bella y la Bestia 2: Una Navidad encantada(1997)
Secuela e intercuela de La Bella y la Bestia. En una noche de Navidad (después de los eventos de la primera película), la Señora Potts cuenta la historia (sucedida durante los eventos de la primera película) de cómo Bella convenció a Bestia de celebrar la Navidad en el castillo. Fue lanzada directamente para video el 11 de noviembre de 1997.

#### El mundo mágico de Bella(1998)
Intercuela de La Bella y la Bestia, la cual se compone de varias historias que se sitúan durante los eventos de la primera película. Fue lanzada directamente para video el 17 de febrero de 1998.

### Acción real

#### Los cuentos de amistad de Bella(1999)
Película que combina imagen real y animación, basada en la serie Sing Me a Story with Belle, en la que Bella (en escenas de imagen real) relata varias historias, después pasando a la historia "La fiesta de la Sra. Potts" (segmento de animación). Fue lanzada directamente para video el 17 de agosto de 1999.

#### La Bella y la Bestia(2017)
Adaptación de acción real de la película de animación de 1991. Fue estrenada el 17 de marzo de 2017.

## Series de televisión

### Sing Me a Story with Belle(1995–1997)
Serie de acción real en la que Bella, siendo propietaria de su propia librería en la aldea, relata historias a los niños. Fue estrenada bajo redifusión el 8 de septiembre de 1995, y finalizó el 1 de marzo de 1997.

### Little Town(TBA)
Serie que sirve de precuela de la película de 2017, siguiendo las vidas de Gastón y LeFou en la aldea. Está prevista para ser estrenada en Disney+, estando aun en etapa de preproducción.

## Musical de Broadway
Musical teatral que adapta la película de 1991. Después de completar las pruebas en Houston en 1993, La Bella y la Bestia se estrenó en Broadway el 18 de abril de 1994.

## Especial de televisión

### Beauty and the Beast: A 30th Celebration(2022)
Musical en directo que adapta la película de animación de 1991, transmitido el 15 de diciembre de 2022 en ABC.